# Râul Nera între Bozovici și Moceriș
Râul Nera între Bozovici și Moceriș este un sit de importanță comunitară (SCI) desemnat în scopul protejării biodiversității și menținerii într-o stare de conservare favorabilă a florei spontane și faunei sălbatice, precum și a unor habitate naturale de interes comunitar aflate în arealul zonei protejate. Acesta este situat în sud-vestul României, pe teritoriul județului Caraș-Severin.

## Localizare
Aria naturală se află în partea sudică a județului Caraș-Severin, pe teritoriile administrative  ale comunelor Bănia, Bozovici, Dalboșeț și Lăpușnicu Mare.

## Înființare
Zona a fost declarată sit de importanță comunitară prin Ordinul Ministerului Mediului și Dezvoltării Durabile Nr.46 din 2016 (privind instituirea regimului de arie naturală protejată a siturilor de importanță comunitară, ca parte integrantă a rețelei ecologice europene Natura 2000 în România) și se întinde pe o suprafață de 396,50 hectare.

## Biodiversitate
Situl reprezintă o zonă (încadrată în bioregiune continentală) umedă (din bazinul hidrografic al râului Nera) ce conservă și adăpostește mai multe specii faunistice (mamifere, pești, amfibieni) enumerate în anexa I-a a Directivei Consiliului European 92/43/CE din 22 mai 1992 (privind conservarea habitatelor naturale și a speciilor de faună și floră sălbatică) sau aflate pe Lista roșie a IUCN; printre care: vidra de râu (Lutra lutra), liliacul cu urechi mari (Myotis bechsteinii), liliacul cu urechi de șoarece (Myotis blythii), liliacul comun (Myotis myotis), liliacul mare cu potcoavă (Rhinolophus ferrumequinum), liliacul mic cu potcoavă (Rhinolophus hipposideros), mreana balcanică (Barbus balcanicus), fâsa mare (Cobitis elongata), buhaiul de baltă cu burtă galbenă (Bombina veriegata) și tritonul cu creastă (Triturus cristatus).

## Monumente și atracții turistice

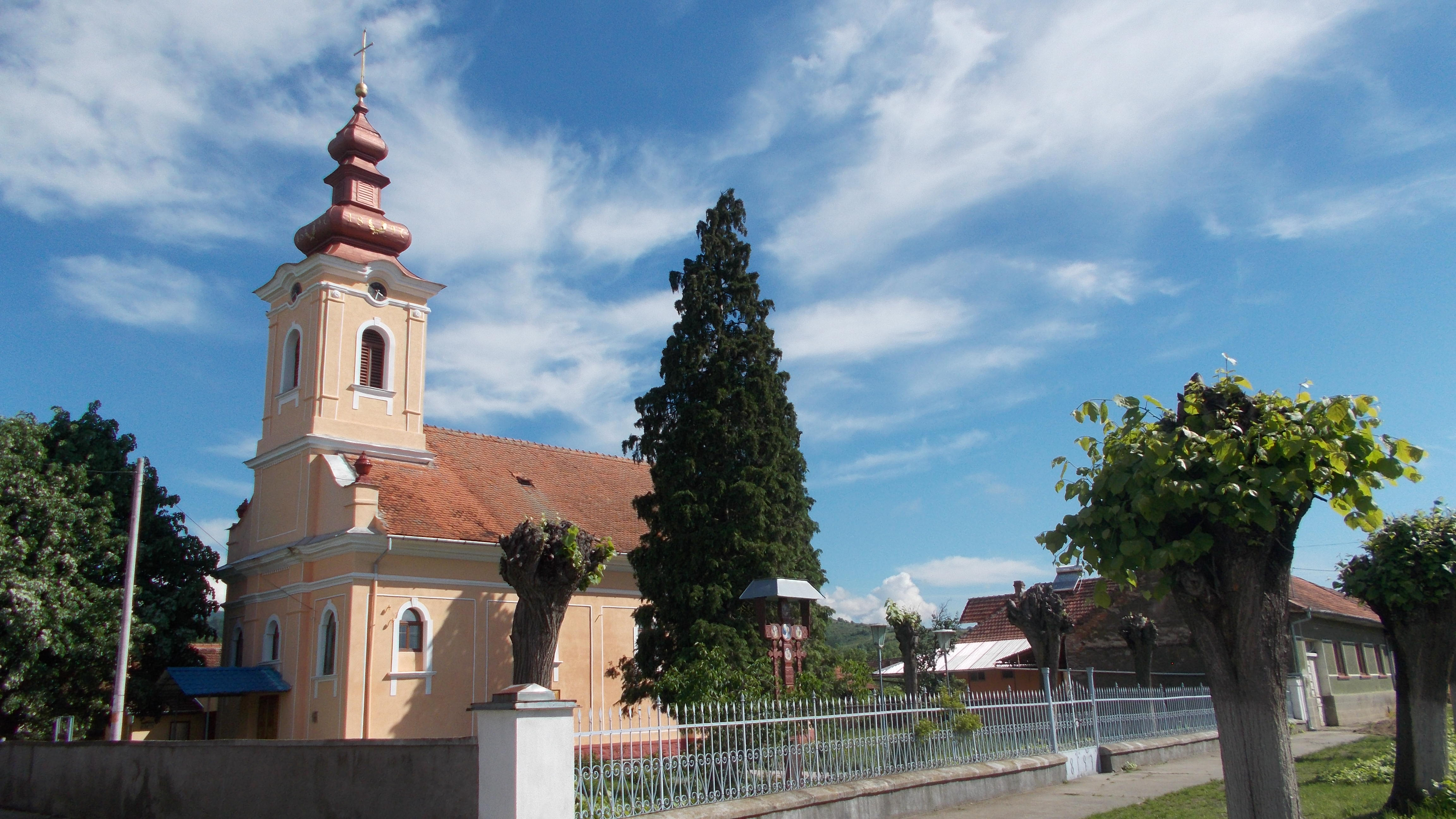
Biserica „Adormirea Maicii Domnului” din Prilipeț

În vecinătatea sitului sau pe teritoriul acestuia se află câteva obiective de interes istoric, cultural și turistic (lăcașuri de cult, arii naturale protejate, cheiuri, situri arheologice); astfel:
- Biserica ortodoxă „Înălțarea Domnului” din satul Bozovici, construcție 1805;
- Biserica „Adormirea Maicii Domnului” din Prilipeț;
- Rezervațiile naturale: Cheile Nerei - Beușnița, Izbucul Bigăr, Lisovacea, Ogașul Slătinic;
- Cheile Minișului (formațiune tip chei pe cursul râul Miniș în Munții Aninei, între orașul Anina și comuna Bozovici);
- Situl arheologic de la Dalboșeț;
- Situl arheologic de la Șopotu Vechi;